# パナマ文書
パナマ文書（パナマぶんしょ、英語: Panama Papers）とは、パナマの法律事務所、モサック・フォンセカ（Mossack Fonseca）によって作成された、租税回避行為に関する一連の機密文書である。
この文書は、1970年代から作成されたもので、総数は1150万件に上る。文書にはオフショア金融センターを利用する21万4000社の企業の、株主や取締役などの情報を含む詳細な情報が書かれている。これらの企業の関係者には、多くの著名な政治家や富裕層の人々がおり、公的組織も存在する。たとえば、マレーシアの政府基金1MDB をめぐる汚職事件をきっかけとする捜査の進む途中で、実業家のKhadem al-Qubaisi が、パナマ文書に載っているオフショア会社を経由し、ジュネーヴに本店があるエドモン・ド・ロチルド銀行のルクセンブルク支店で口座を開設したことが分かっている。
合計2.6テラバイト (TB) に及ぶ内容は、匿名で2015年にドイツの新聞社『南ドイツ新聞』に漏らされ、その後、ワシントンD.C.にある国際調査報道ジャーナリスト連合 (ICIJ) にも送られた。世界80か国・107社の報道機関に所属する約400名のジャーナリストが、この文書の分析に加わった。2016年4月3日、この文書についての報道は、149件の文書と伴に発表された。関連企業・個人リストの一部追加で20万社超の法人情報は、同年5月10日、日本標準時では同日午前3時にウェブサイトで公開され、オフショアリークスの検索システム（ICIJ Offshore Leaks Database）に統合され、完成版は随時発表される。
2016年11月までに、文書を利用した捜査で三人の銀行員がインサイダー取引の疑いにより逮捕された。
同年12月、エドモン・ド・ロチルド銀行が香港から撤退した事が同行筋で明らかとなった。

## 背景
カリブ海の英領バージン諸島、ケイマン諸島、富裕層への税優遇制度の手厚いオランダやアメリカのデラウェア州などの国・地域は、日本やイギリス、アメリカやドイツなど他国の税務当局の求む納税情報の提供を企業・個人情報の保護などを理由に拒否して他国が干渉出来ないため、富裕層の資金が集まるタックス・ヘイブンである。
パナマ文書が流布する以前には、パウル・ファン・ゼーラントがパナマにオフショア会社をつくっていた事実が2013年に判明している。

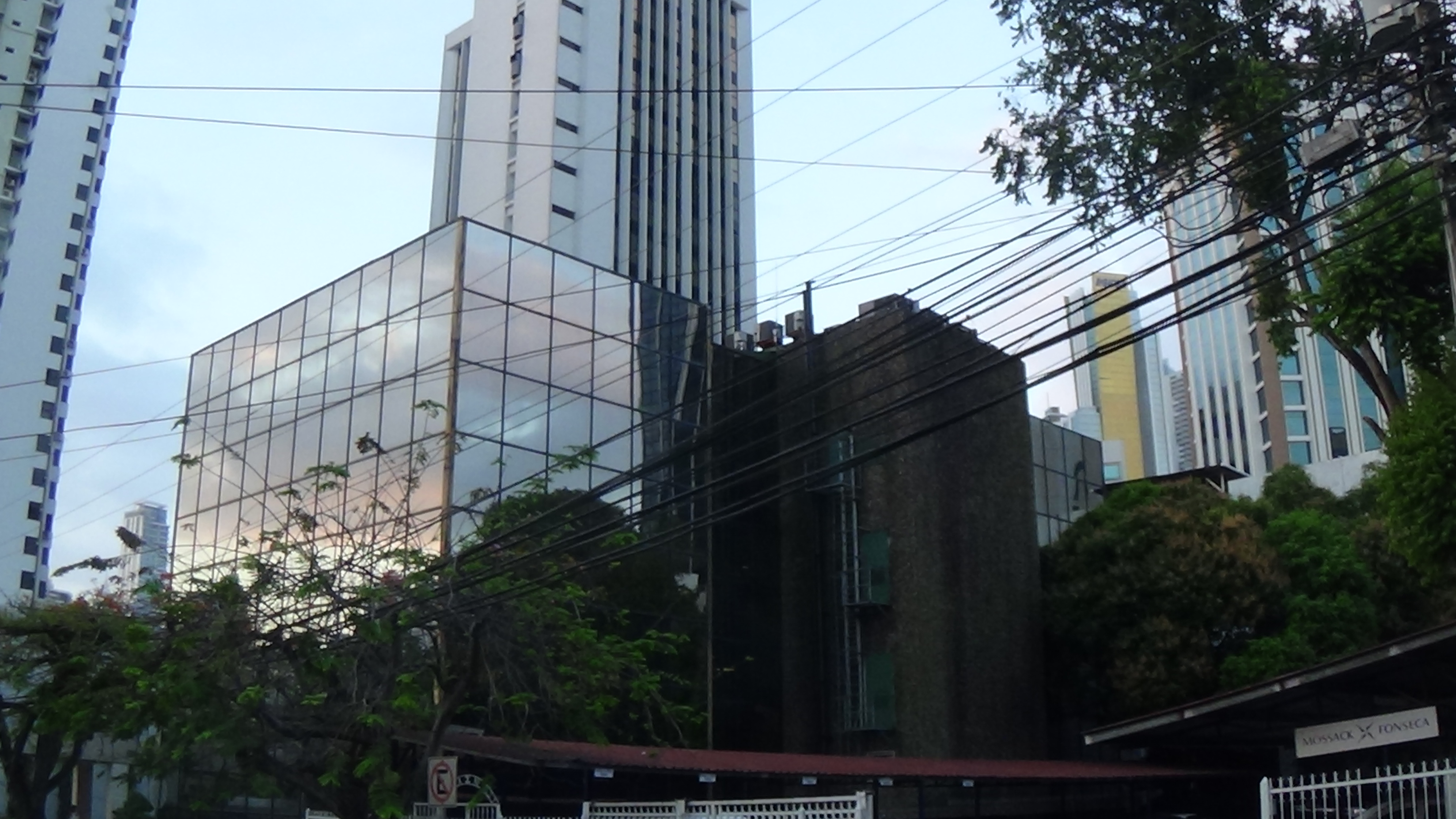
モサック・フォンセカ法律事務所の本部（2016年4月5日撮影）

モサック・フォンセカ法律事務所は1977年、ユルゲン・モサック (Jürgen Mossack) とラモン・フォンセカ・モーラ (Ramón Fonseca Mora) により、パナマの首都のパナマシティーで設立された法律事務所である。同社のサービスはオフショア金融センターにおける企業の設立、オフショア企業の管理と資産管理サービスの提供を含む。この会社は40以上の国に事務所を持ち、500人以上の従業員を雇用している。
取引相手は30万社を超え、うち大部分はイギリスの海外領土のタックス・ヘイヴンで登録する会社である。連携機関にはドイツ銀行、HSBC、ソシエテ・ジェネラル、クレディ・スイス、UBS、コメルツ銀行、ABNアムロ銀行などの大手金融機関がある。このうち、ドイツ銀行とHSBCとクレディ・スイスは、2016年6月30日に国際通貨基金から、他のメガバンクとの密接なつながりを理由に金融システムへの潜在的なリスクを指摘された。
モサック・フォンセカ法律事務所はこれらメガバンクのクライアントのために、税務調査官に金融取引を追跡させることができない複雑な財務構造を作ることができる。流出事件が発生するまで、モサック・フォンセカ法律事務所は『エコノミスト』に「世界で最も口が堅い」オフショア金融業界のリーダーと評価されていた。『ガーディアン』によると、モサック・フォンセカ法律事務所は「世界で4番目に大きなオフショア法律事務所」である。

## 流出
2015年8月、ドイツの地方紙『南ドイツ新聞』が、匿名の情報提供者から、2.6テラバイト(TB)のモサック・フォンセカ法律事務所関連文書を入手した。その後、ワシントンD.C.にあるICIJにも同文書が送られた。80カ国の約400名のジャーナリストが分析に加わった後、2016年4月3日に分析の結果が発表された。法律事務所の共同設立者は5日、文書を破棄したことはなく、国外サーバからのクラッキングによるものであり、モサック・フォンセカは、法律を犯していないことを明らかにした。
流出した文書のデータ量は2.6TBと、2010年のアメリカ外交公電ウィキリークス流出事件（1.7ギガバイト (GB)）、2013年のオフショア・リークス (260GB)、2014年のルクセンブルク・リークス (4GB) や2015年のスイス・リークス (3.3GB) より遥かに大きい。文書には、1970年代から2016年の春までに作られた480万4618件の電子メール、215万4264件のPDFファイル、111万7026件の写真、304万7306件のモサック・フォンセカ法律事務所の内部データベースの概要ファイル、32万0166件のテキストファイル及び2242件のその他のファイルが含まれる。流出したデータには、約21万4千社のオフショア会社の電子メール・契約書・スキャン文書などが入っている。
一方、ロシア連邦大統領のウラジーミル・プーチンは、ウィキリークスのツイートを引用し、流出はロシアを不安定化させるための米国国際開発庁とジョージ・ソロスの陰謀であると非難した。
2016年6月にスイス当局は、モサック・フォンセカ法律事務所ジュネーブ事業所のIT技術者を、機密文書の情報漏洩の疑いで拘束していることを発表した。2017年2月パナマ検察がモサック・フォンセカ法律事務所の経営者2人を逮捕した。ブラジル国営石油公社ペトロブラスの汚職事件で、賄賂をめぐる不透明な資金の扱い方を指南し、資金洗浄に関与したとされる。

## 内容
漏洩したのはモサック・フォンセカ法律事務所が1970年代から2016年初までに作成した、合計2.6TBの1150万件の機密文書であり、21万4488社のオフショア法人に関する情報が含まれる。これらの文書は80か国のジャーナリストにより分析されている。ICIJのジェラード・ライル理事長 (Gerard Ryle) がこの漏洩事件を「オフショア金融市場に対する今までで最も大きな打撃」と評した。HSBCにロスチャイルド、そしてロイヤル・バンク・オブ・スコットランドの部門で由緒あるCoutts が、オフショア法人設立をあっせんした主要銀行として注目された。オフショア法人の設立あっせんで最大手はルクセンブルク国際銀行（Banque Internationale à Luxembourg）の100％子会社（Experta Corporate & Trust Services）である。親会社ルクセンブルク国際銀行はクリアストリームの創立にかかわった一行であり、1999年デクシアに買収された。
パナマ文書には、以下の通り現職・元職の元首や首相の名が列挙されている（英語版での一覧）。報道によると、複数の政治家やその親族がオフショア会社と金銭的・権力的なつながりを持っている。例えば、アルゼンチンのマウリシオ・マクリ大統領はバハマのある貿易会社の取締役であるが、この情報はブエノスアイレス市長時代に公開しなかった。ただし、当時非株式取締役に関する情報公開の必要があったかどうかは不明である。また、『ガーディアン』の報道によると、FIFA倫理委員会の委員の1人とエウヘニオ・フィゲレド元副会長 (Eugenio Figueredo) との間には、利益相反の故に大規模な争いがあったことも明らかにした。2016年5月12日、オーストラリアのマルコム・ターンブル首相が文書に名前を発見された。
- 肩書は文書流出時

| 国               | 首脳                                                       | 肩書     | 任期・在位                                              | 備考                    |
| ---------------- | ---------------------------------------------------------- | -------- | ------------------------------------------------------- | ----------------------- |
| アルゼンチン     | マウリシオ・マクリ                                         | 元大統領 | 2015年12月10日-2019年12月10日                           |                         |
| アラブ首長国連邦 | ハリーファ・ビン・ザーイド・アール・ナヒヤーン             | 元大統領 | 2004年11月3日-2022年5月13日                             |                         |
| ウクライナ       | ペトロ・ポロシェンコ                                       | 元大統領 | 2014年6月7日-2019年5月20日                              | （後述）                |
| ウクライナ       | パーヴェル・ラザレンコ                                     | 元首相   | 1996年5月28日-1997年7月2日                              |                         |
| サウジアラビア   | サルマーン・ビン・アブドゥルアズィーズ                     | 国王     | 2015年1月23日-在位中                                    |                         |
| アイスランド     | シグムンドゥル・ダーヴィド・グンロイグソン                 | 元首相   | 2013年5月23日- 2016年4月7日                             | 本件により辞任 （後述） |
| ジョージア       | ビジナ・イヴァニシヴィリ                                   | 元首相   | 2012年10月25日-2013年11月20日                           |                         |
| モルドバ         | イオン・ストゥルザ                                         | 元首相   | 1999年3月12日-12月21日                                  |                         |
| パキスタン       | ベーナズィール・ブットー                                   | 元首相   | 1988年12月2日-1990年8月6日 1993年10月19日-1996年11月5日 | 2007年暗殺              |
| イラク           | イヤード・アッラーウィー                                   | 暫定首相 | 2004年5月28日-2005年4月7日                              |                         |
| ヨルダン         | アリ・アブ・アル＝ラゲブ                                   | 元首相   | 2000年7月19日-2003年10月22日                            |                         |
| カタール         | ハマド・ビン・ハリーファ・アール＝サーニー                 | 元首長   | 1995年6月27日-2013年6月25日                             |                         |
| カタール         | ハマド・ビン・ジャーシム・ビン・ジャブル・アール＝サーニー | 元首相   | 2007年4月3日-2013年6月25日                              |                         |
| スーダン         | アフマド・アル＝ミルガニ                                   | 元大統領 | 1986年5月6日-1989年7月30日                              | 2008年死去              |

さらに以下46か国もの政治家・公職者、そして政府関係者の親族や友人の名前も文書で公表された。
| - アルジェリア - ボツワナ - コンゴ共和国 - コンゴ民主共和国 - ガーナ - ギニア - コートジボワール - ケニア - ナイジェリア - ルワンダ - セネガル - ザンビア - 南アフリカ共和国 - アンゴラ | - フランス - ギリシャ - ハンガリー - アイスランド - イタリア - マルタ（後述） - ポーランド - ロシア（後述） - スペイン - イギリス | - アルゼンチン - ブラジル - チリ - エクアドル - ホンジュラス - メキシコ - パナマ（後述） - ペルー - ベネズエラ | - アゼルバイジャン - エジプト - モロッコ - パレスチナ - サウジアラビア - シリア（後述） | - カンボジア - 中華人民共和国（後述） - インド - カザフスタン - マレーシア - 大韓民国 - パキスタン |

例えば、ロシアのウラジーミル・プーチン大統領の本人の名前はないものの、3人の友人の名前は文書にある。また、中国の習近平共産党総書記の義兄、同李鵬元首相の娘、デーヴィッド・キャメロン首相の亡父、マレーシアのナジブ・ラザク首相の息子、アゼルバイジャンのイルハム・アリエフ大統領の子供達、カザフスタンのヌルスルタン・ナザルバエフ大統領の孫、パキスタンのナワーズ・シャリーフ首相の子供達、南アフリカのジェイコブ・ズマ大統領の甥、モロッコのムハンマド6世国王の秘書、メキシコのエンリケ・ペーニャ・ニエト大統領の財政的支援者（「大好きな契約者」）、韓国の盧泰愚元大統領の息子、コフィー・アナン元国連事務総長の息子などの政治家の親族や友人の名前を挙げられる。

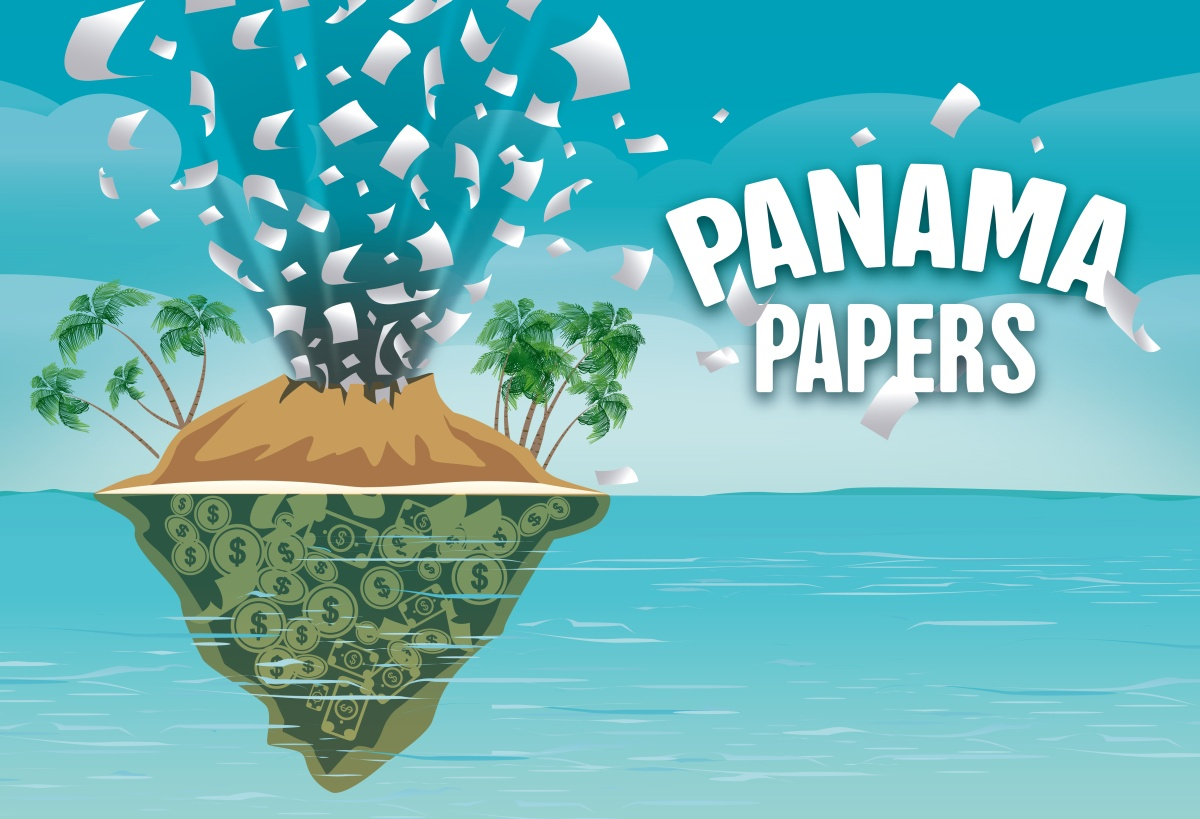
パナマ文書問題を揶揄した絵

プロサッカー界においてもいくつの要人や選手の名前が載っている。例えば、南米サッカー連盟の元会長であるエウヘニオ・フィゲレド、欧州サッカー連盟の元会長であるミシェル・プラティニ、FIFAの元事務局長であるジェローム・バルク、アルゼンチンのプロサッカー選手リオネル・メッシなどが挙げられる。レアル・ソシエダに至ってはチーム内複数の元選手の名前（ヴァレリー・カルピン、サンデル・ヴェステルフェルト、ダルコ・コバチェビッチなど）が載られる。また、イギリスのプロゴルファーニック・ファルド、ドイツのレーシングドライバーニコ・ロズベルグ、インドの俳優アミターブ・バッチャンとその息子の妻で女優のアイシュワリヤー・ラーイ・バッチャン、香港の俳優のジャッキー・チェンのようなスポーツ界・芸能界の有名人の名前もある。パナマ紙『エル・シグロ』(El Siglo) によると、ジャッキーはイギリス領ヴァージン諸島にある6つのダミー会社の株主になっている。
モサック・フォンセカ法律事務所は長年にわたって巨大な数の企業の管理を行っており、特に2009年にその数は8万社を超えていた。パナマ文書には21か所のオフショア金融センターにある21万社を超える会社の名前が記載されており、そのうち半分以上はイギリス領ヴァージン諸島で設立したもので、パナマ・バハマ・セイシェル・ニウエ・サモアなどの地域に設立したものも多い。モサック・フォンセカ法律事務所は100カ国以上のクライアントとは業務上の関係があり、そのうち多くは香港・スイス・イギリス・ルクセンブルク・パナマ・キプロスの企業である。この法律事務所は500社以上の銀行・法律事務所・投資会社とともに、クライアントの要望に応じて1万5600社以上のペーパーカンパニーを作った。そのうち、HSBCは2300社、デクシア、J.サフラ・サラシン (J. Safra Sarasin)、クレディ・スイス、UBSはそれぞれ500社、ノルデア銀行は約400社のオフショア会社の設立を手伝った。

### 日本における関係者
ICIJと提携し、共同通信社と伴に解明作業に参加している朝日新聞社の調査と分析によると、リストには日本国内を住所とする約400の個人や企業の情報が含まれるが、政治家などの特別職は含まれていないとしている。
このうち、報道されたものとしては、警備会社セコム創業者の飯田亮と戸田壽一、その親族につながる法人がある。飯田と戸田は、1990年代から当時の時価にして700億円の持ち株を、イギリス領ヴァージン諸島やガーンジーに設立された、複数のオフショア法人に名義移転させていたとされている。
複数の専門家は、この措置によって、両名の親族ないし遺族への贈与税や相続税が、かなり圧縮される結果になっていると指摘している。東京新聞の取材に対し、セコムは「税務当局に詳細な情報開示を行って、適正な税金を納めている。課税を免れるためのものではない」と書面で回答したが、情報開示や納税の具体的内容に関して、説明していない。
2016年4月26日、日本在住者や日本企業が株主や役員として記載された回避地法人が、少なくとも270法人に上ることが分かった。5月10日までに判明した主な企業は、ソフトバンクのグループ会社、大手商社の丸紅、伊藤忠商事、そして広告代理店最大手の電通などであった。また個人も400人（重複含む）ほど含まれていることが分かり、コーヒー飲料大手のUCCグループの代表者の上島豪太や楽天代表者の三木谷浩史社長なども記載があった。
ソフトバンクは「設立したのは、中華人民共和国のIT（情報技術）企業で、同社は設立に関係せず、要請を受けて事業参加したが撤退した」と説明した。丸紅、伊藤忠商事両社は、いずれもビジネスのための出資だとし「租税回避は目的でない」と説明した。UCCホールディングスは「日本の税務当局に求められた情報は随時開示し、合法的に納税している。租税回避が目的ではない」と述べた。楽天は「節税や脱税を目的としたものではない」と述べた
同5月27日、朝日新聞は民進党の石関貴史の資金管理団体「石関たかしを育てる会」で会計責任者を務めた地元・群馬県内の青果仲卸会社社長が、タックス・ヘイブンにある会社の株主としてパナマ文書に載っていたと報じた。社長は「海外でのビジネス展開が目的で設立したが、事業は行っていない。すべて適法に処理している」と説明し、石関事務所は「（朝日新聞の）取材を受けて初めて知った」と述べた。
同7月28日、日本放送協会の調査報道により、MARU（旧：AIJ投資顧問）代表であった浅川和彦の名前が発見された。
同11月27日、朝日新聞社とNHKは、漫画家のいがらしゆみこの名前がタックスヘイブンにある会社の役員として、パナマ文書に載っていたと報じた。いがらしの名前があったのは、イギリス領バージン諸島の会社の登記関連資料で、1998年12月から2002年3月まで役員を務めたことになっていた。さらに、住所がいがらしの自宅と一致し、後任の役員に娘の名があった。資料には、いがらしと娘の署名が同じ筆跡による漢字で記されていたが、いがらし母娘のものとは別の筆跡であったことから、事務所は「第三者が勝手に名前を使ったのではないか」と述べ、いがらし本人も「びっくり。なんじゃらほいっていう感じ」「全く身に覚えがない」と否定した。
またパナマ文書には脱税に関与しておらず、2008年当時、香港HSBC(海外)口座を持つことが、一種のステータスと宣伝していた金融雑誌Zaiや海外法人設立を謳う業者に半ば乗せられて登記した日本人が散見され、脱税無関係者や被害者である者が少なからず存在している。

## 解説・反応
モサック・フォンセカ法律事務所は『マイアミ・ヘラルド』 (The Miami Herald) とICIJに対し、約2900字の声明を出した。そこで個人が匿名のままオフショア会社で租税回避をする可能性を低下させるために、世界中の法律・コンプライアンスについて確認していたと述べた。また、当会社はマネーロンダリングに関する金融活動作業部会の議定書を引用し、すべての会社が口座開設と取引を開始する前に、その最終的受益者を特定する必要があると強調した。

### パナマ
パナマのバレーラ大統領は4月6日に透明性向上のため国内外の専門家からなる独立委員会の設置を表明した。

### アイスランド
パナマ文書公開によって、アイスランドでは首相のシグムンドゥル・ダーヴィド・グンロイグソンがタックス・ヘイブンを利用した資産隠し疑惑が浮上し、議会前で数千人が辞任を求めて抗議した。アイスランド政府の報道官によると、シグムンドゥルの妻がタックス・ヘイブンに所有する会社は、破綻したアイスランドの銀行に計5億クローナ（410万ドル）以上を投資していた。
流出事件後のインタビューにおいて、アイスランドのシグムンドゥルとその妻は「私生活がジャーナリストによって侵犯された」という公式声明を出し、個人財産情報の公開には全く問題がないと主張した。シグムンドゥルは退陣しないと表明したが、アルシングにおける内閣総辞職の要求が予想された。また、スウェーデン・テレビとレイキャヴィーク・メディアによるインタビューでオフショア会社の件を聞かれたところ、シグムンドゥルは激しく否定した後、その場を立ち去った。2016年4月5日、シグムンドゥルは一転辞任を表明した。パナマ文書の流出を受けて政府首脳が辞任するのは初となる。
アイスランドはパナマ文書の反響が最も大きい国とされている。国民の間では既成政党に対する不満が高まり、新興政党海賊党が支持を伸ばした。

### イギリス

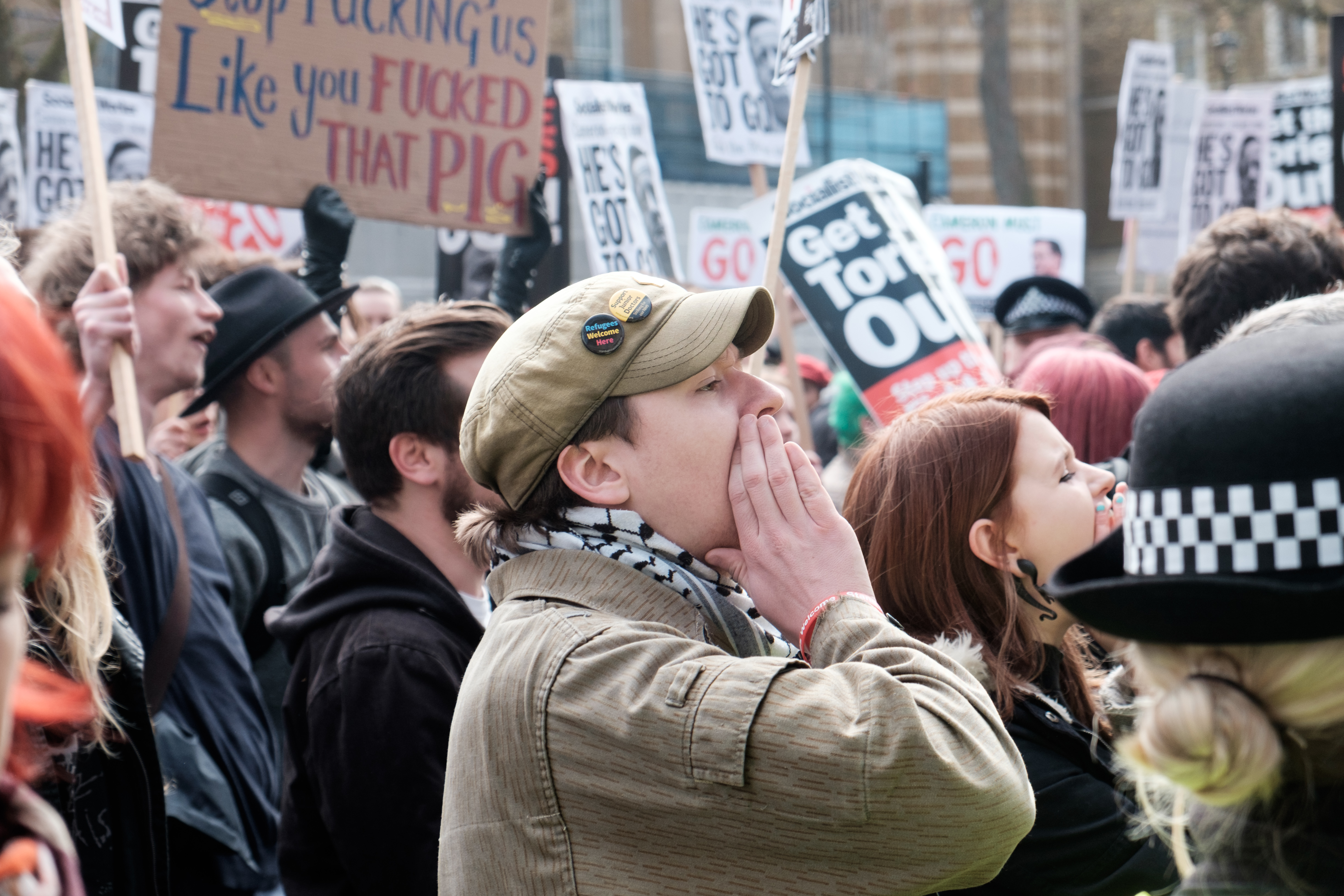
パナマ文書を巡り、キャメロンに引責辞任を求める人々（2016年4月9日）

イギリスでは、首相デーヴィッド・キャメロンの亡き父親の名前が挙がった。キャメロンとその周辺はパナマのオフショアファンドの所有を否認してきたが、後になって首相就任前に一時保有していたことを認めた。キャメロンは適切な税務処理を行ったとして所得税は支払ったものの、キャピタル・ゲイン税は発生しなかったため、払っていないと釈明した。また、亡父から相続した遺産30万ポンドの中にオフショアのファンドが含まれているか認識していなかったと述べた。
過去には、キャメロンが「租税回避地を使った脱税は許さない」と発言していたことから、言動不一致のキャメロンの人気は急落し、政党支持率も労働党党首ジェレミー・コービンを下回った。イギリスの欧州連合離脱是非を問う国民投票を巡る議論でも、「EU残留派」であるキャメロンの求心力が弱まったことで、当時のロンドン市長ボリス・ジョンソン率いる「EU離脱派」の勢いが強まった。

### ロシア

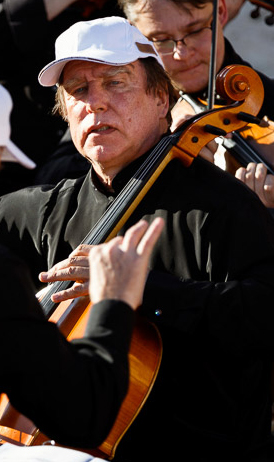
パナマ文書で名前が挙がったチェロ奏者セルゲイ・ロルドゥーギン

ロシア当局は事前にパナマ文書の内容を察知していたと思われ、公開の１週間前には大統領報道官ドミトリー・ペスコフが「新たなメディアのでっち上げが近く報道される」と発言していた。
ロシアでは大統領プーチンの友人であるセルゲイ・ロルドゥーギンの名前が挙がった。彼はオフショア取引に関連した事業を拡大し、プーチンがこれに関与した可能性が指摘され、政府は疑惑打ち消しに追われている。
ロシア連邦政府はこの流出事件を「西側の陰謀」と呼び、プーチンが今回の事件の「主な標的」であり、西側諸国はプーチンを恐れるゆえにオフショア金融の情報をわざと漏洩させたと主張した。ペスコフは「プーチンとロシアの安定性、そして次期選挙を混乱させるのが今回の事件の主な目的だ」と述べた。
4月14日、プーチンはテレビを通じた国民との直接対話で、パナマのオフショア口座にある数十億ドルの資産に関与している可能性を否定し、アメリカの「挑発」だと断じた。そして、流出情報やそれに基づく報道は今年の議会選挙のためにアメリカが背後で仕組んだ策略だと語り、アメリカの政府関係者・投資銀行が情報流出に関わっていることを示唆した。しかし、この場で南ドイツ新聞がアメリカの金融機関ゴールドマン・サックスの資本の傘下にあると「珍しく」間違った発言をしてしまい、翌日にペスコフが訂正・謝罪した。また、プーチンがロルドゥーギンを「財産の大半を楽器の購入に使った」などと難のある擁護したことについて、政権が「動揺」していることの表れとみる向きもある。国民の多くは政府の汚職に批判的だが、支持率8割を誇るプーチンの支配体制は盤石で、主要メディアに対する情報体制もあって反発する声は表に出ていない。
なお、5月9日にはロシア軍の援助を受け、アサド政権がISILから奪還したパルミラで、チェリストであるロルドゥーギンらが演奏会を行い、シリア騒乱へのロシア軍介入の成果をアピールした。プーチンはビデオ映像を介して、出演者らの「多大な努力と絶対的な勇気」を称賛し、映像は国営放送でロシアに生放送された。ロルドゥーギンが出演することで、国民の不信を抑える目的があったとされる。

### 中華人民共和国

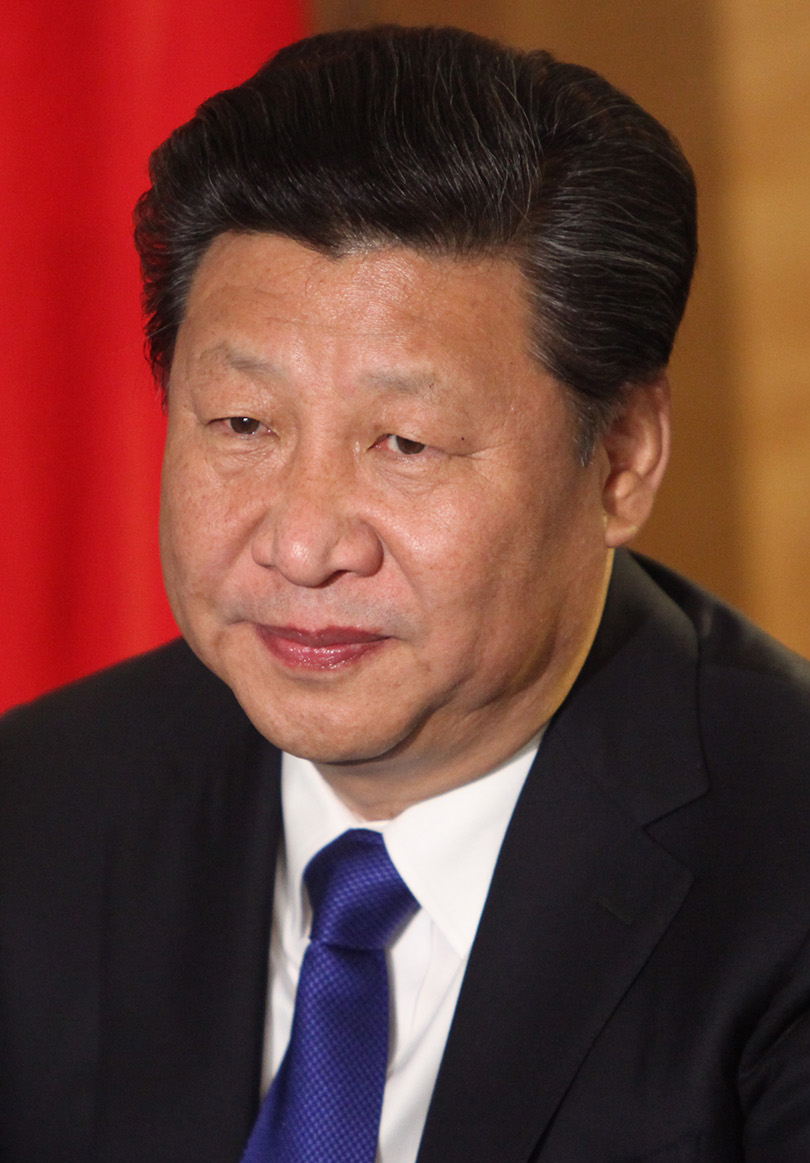
習近平総書記

習近平党総書記（最高指導者）など現職・旧指導部の親族に関連する情報が文書に含まれるが、一党独裁国の中華人民共和国では、パナマ文書についての報道規制・金盾による検索制限がかかっている。文書に関する初期報道が殆ど削除され、検索エンジンで調べても、適切な検索結果が見つからない。

### パキスタン
ナワーズ・シャリーフ首相の子供たちの名前が記載されていたことで野党などから批判を受けた。その後7月28日、パキスタンの最高裁判所は、海外法人での自身の立場を明らかにしておらず議会や裁判所に不誠実だったなどとして首相および下院議員の資格がないとの判断を示し、選挙管理委員会に対し失職させるよう命じた。これを受け首相は直ちに辞任を表明した。9月8日には汚職捜査機関から、タックス・ヘイヴンを通じイギリスに資産を移し資産隠しを行った汚職の罪で起訴され、翌年7月6日に裁判所から禁錮10年の有罪判決を言い渡された。

### ウクライナ
ウクライナのペトロ・ポロシェンコ大統領は自身の租税回避疑惑について、「説明責任を果たしていた」「極めて透明性が高い」と主張した。ポロシェンコが所有した菓子会社の売却を委託された法律事務所は公開声明で、イギリス領バージン諸島にあるオフショア会社はウクライナの法律に基づいて設立されたものであると述べた。

### 日本
日本では、菅義偉官房長官が文書流出事件について「日本企業への影響も含め、軽はずみなコメントは控えたい」と述べ、また、日本国政府としては調査しない旨を述べた。麻生太郎財務大臣は、パナマ文書で暴露された各国首脳らの租税回避地利用問題について、「疑惑が事実であるとするなら、課税の公平性を損なうことになるので問題だ」と懸念を示した。国税当局は公開された法人や個人について、適正に納税しているか確認を進める方針であり、星野次彦国税庁次長は、「（パナマ文書の）報道を関心を持って見ているし、課税上問題が認められれば、税務調査を行うことになると思う」「当然興味はあるし、調べる」と述べた。
2017年6月の共同通信の報道によると、パナマ文書を契機とした税務調査により日本で発覚した申告漏れは合計で10億円を超えた。共同通信の分析によれば、パナマ文書には日本関連の租税回避地法人が270社以上が登場。32都道府県の日本人が約230人、外国人約80人、企業約20社が記載されていた。
2017年8月の『朝日新聞』報道によると、パナマ文書に記載があった日本の法人・個人に対する国税当局の調査で、2017年6月までに総額31億円の申告漏れが判明。自主的な修正申告を含めると40億円弱になる。
2016年5月23日、財務省はパナマと税務情報を交換する協定を締結することで合意した。パナマが2国間で租税協定を結ぶのは、日本が初めてである。これにより国税庁は、パナマにある日本人の銀行口座情報を定期的に把握できるようになり、個人番号と併せて課税逃れを封じ込めやすくなる。
この中には、携帯電話・OA機器販売会社「光通信」（東京）の重田康光会長が、パナマ文書に記載された英領バージン諸島の法人の株式譲渡をめぐって約3億7000万円の申告漏れを指摘された事案も含まれていたという。

### シンガポール
シンガポールは、2016年4月に調査を開始し、シンガポール財務省 (MOF) とシンガポール金融管理局（MAS、中央銀行）が「シンガポールの個人、あるいは組織による不正の証拠があれば、われわれは断固たる措置を取ることをためらわない」と共同声明を発表し、厳正に対処する姿勢を示した。

### シリア
パナマ文書によって、シリアの大統領バッシャール・アル＝アサドの従兄弟ラーミー・マフルーフとハーフェズ・マフルーフがアメリカによる経済制裁を回避するために、ヴァージン諸島のペーパーカンパニーを利用していたことが明らかになった。ラミ・マクルーフはアサド体制における縁故資本主義の中心にいる人物とみられている。

### デンマーク
2016年9月、課税逃れを調査するために政府がデータの一部を約900万クローネで買い取った事を明らかにした。

### マルタ
2017年10月17日、マルタの記者、ダフネ・カルーアナ・ガリジアが自動車に仕掛けられた爆弾によって殺害された。彼女は過去にパナマ文書の調査報道にも加わり、同国のムスカット首相の妻がパナマに会社を設立し、資産の隠ぺいを図るという疑惑を報じたが、同首相は彼女の殺害事件について、「報道の自由に対する野蛮な攻撃」と非難し、徹底的に捜査するように指示した。また、マルタはEUの構成国のうち、パナマ文書に閣僚（官房長官と首席補佐官）が直接に関与することを発見された唯一の国である。

### ドイツ
2018年、パナマ文書をきっかけにドイツ銀行が関与したマネーロンダリング疑惑が浮上。同年11月にはドイツ銀行に総勢170人もの警察官や検察官、税務調査官らが家宅捜索に入った。

### 個人
エドワード・スノーデンがTwitterで、今回の流出事件を「データジャーナリズム史上最大の漏洩事件」と評した。
メッシの親族はメッシの関与を否定し、選手に対する中傷だと非難した。彼らによると、メッシは肖像権の使用に関する収入などを既に税務機関に申告した。また、文書に言及された会社は稼働中でないと言った。

## エピソード
パナマ文書の流出によって、イタリアの画家アメデオ・モディリアーニの絵画、第二次世界大戦の最中にナチス・ドイツに略奪されたと見られる『杖を突いて座る男』の現在の所有者が特定された。絵が2500万ドル（約27億円）相当の価値があると見なされ、2016年4月中にスイスのジュネーブで現地の警察当局に押収された。
2017年からOECD加盟の先進諸国と協定を結んだタックス・ヘイブンの国や地域での金融口座の残高などを先進諸国の税務当局に自動的に送付する仕組みを導入する 。OECD加盟国の日本では2014年に5000万円以上の資産が海外にある国内居住者に資産内容の報告を義務付ける「国外財産調書制度」を導入している。